# Karl Pembaur

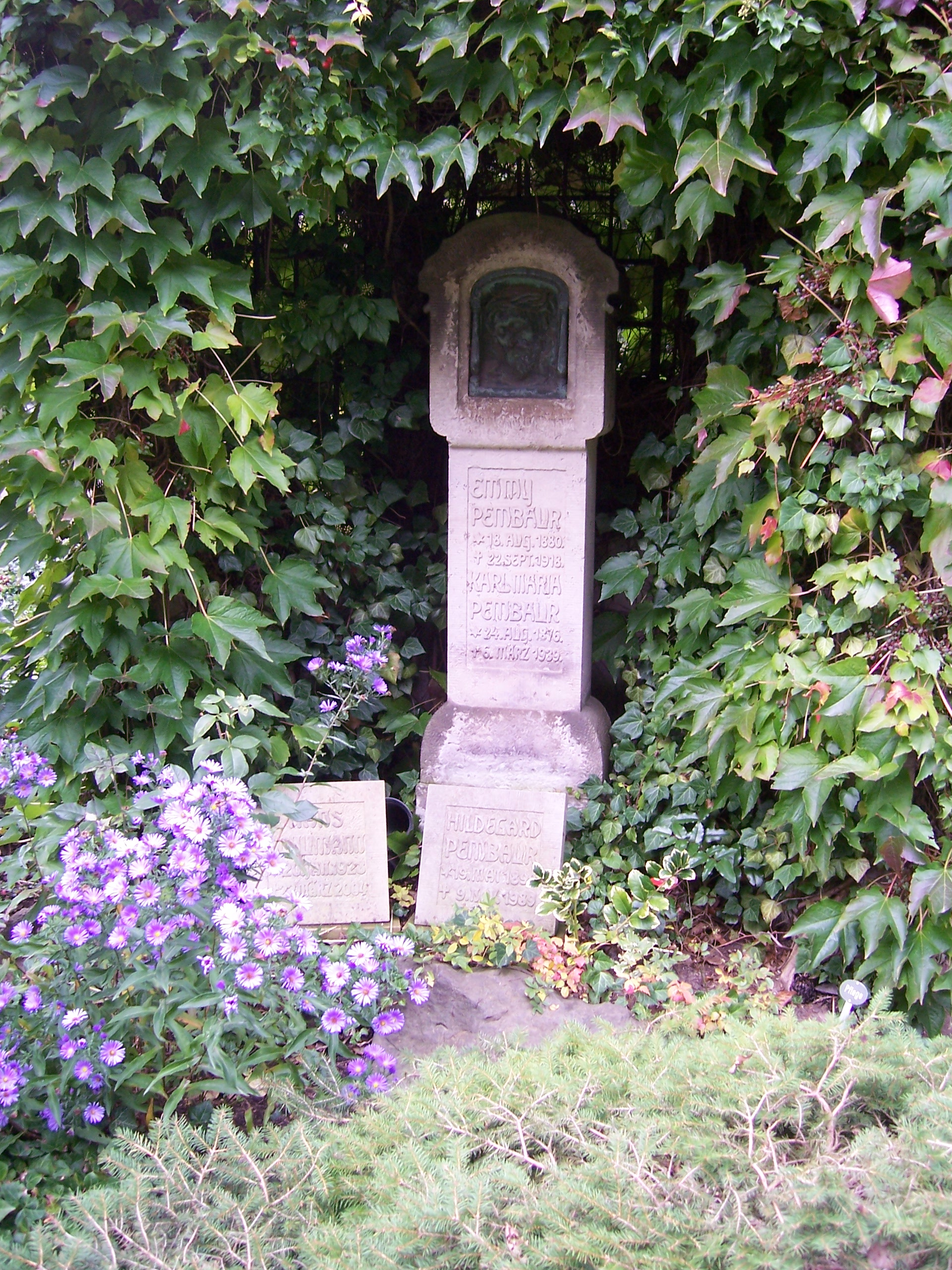
Karl Pembaurs gravplats i Dresden.

Karl Maria Pembaur, född 24 augusti 1876 i Innsbruck, död 6 mars 1939 i Dresden, var en österrikisk dirigent och tonsättare. Han var son till Joseph Pembaur den äldre och bror till Joseph Pembaur den yngre.
Pembaur var verksam som kapellmästare vid Dresdenoperan samt tonsättare.